# En lille bunke krummer
En lille bunke krummer är ett musikalbum från 1978 av den danska sångerskan Trille som utgavs på skivbolaget Exlibris (EXL 30003). Albumet utgavs ursprungligen som LP, men återutgavs på CD 2002 och i CD-boxen Hele Balladen 2010.
Albumet inspelades i Sweet Silence Studio 1977. Lena Ekman spelade in en svenskspråkig coverversion på 1:3, Nästan som att finna bärnsten, på musikalbumet Det beror på ögonen som ser (Mistlur Records, 1980).  

## Låtlista

### Sida 1
1. Vi har smidt returbilletten væk  4:42
2. Mig og ræven  5:10
3. Storebælt  4:30
4. Sang til vore forældre  5:08
5. Et lille lys I mørket (Sang til min nabo) 5:31

### Sida 2
1. Bange for at blive til en sten  5:49
2. En lille bunke krummer  5:45
3. Næsten som at finde rav  4:53
4. Højtid  6:07

## Medverkande musiker
- Trille: sång, gitarr
- Anders Koppel: piano, orgel, dragspel
- Hugo Rasmussen: Bas
- Jens Rugsted: elbas, gitarr
- Ole Fick: elgitarr, gitarr
- Peter Bastian: bastrumma, okarina, fagott, penny-whistle
- Klavs Nordsø: congas